# Euphorbia alatavica
Euphorbia alatavica es una especie fanerógama perteneciente a la familia Euphorbiaceae. Es originaria del centro de Asia hasta el noroeste de China.

## Taxonomía
Euphorbia alatavica fue descrita por Pierre Edmond Boissier y publicado en Centuria Euphorbiarum 33. 1860.
Etimología
Euphorbia: nombre genérico que deriva del médico griego del rey Juba II de Mauritania (52 a 50 a. C. - 23), Euphorbus, en su honor – o en alusión a su gran vientre –  ya que usaba médicamente Euphorbia resinifera. En 1753 Carlos Linneo asignó el nombre a todo el género.
alatavica: epíteto
Sinonimia
- Euphorbia buchtormensis var. alatavica (Boiss.) Regel
- Euphorbia kaschgarica Regel
- Galarhoeus alatavicus (Boiss.) Prokh.
- Tithymalus alatavicus (Boiss.) Prokh.[3][4]